# Transició de gènere
La transició de gènere és el procés de modificar la presentació de gènere i/o les característiques de sexe per concordar amb el sentit intern de la identitat de gènere: la percepció que una persona té sobre el que significa ser home o dona, o ser no binari (en que la identitat de gènere no es classifica només en masculí o femení). Per a les persones transgènere i transsexuals, aquest procés sovint implica una teràpia de reassignació (que pot incloure una teràpia de reemplaçament hormonal i una cirurgia de reassignació sexual), amb una identitat de gènere oposada a la del seu sexe i gènere assignats al naixement. Els transformistes, les drag-queens i els drag-kings no solen fer la transició, ja que les seves presentacions de gènere normalment només s’adopten temporalment.
La transició comença motivada per la sensació que la pròpia identitat de gènere no coincideix amb el sexe que se li va assignar al néixer. Una de les parts més habituals de la transició es eixir de l'armari per primera vegada. La transició és un procés que pot durar entre alguns mesos i diversos anys. Algunes persones, especialment persones no binaries o gènere fluid, poden passar tota la vida fent transicions i poden redefinir i reinterpretar el seu gènere a mesura que passa el temps. La transició generalment comença allà on la persona se sent còmoda: per a alguns, això comença amb la seva família amb qui és íntima i arriba als amics més tard o pot començar amb els amics primer i la família després.

## Terminologia
De vegades es confon popularment la transició amb la cirurgia de reassignació sexual, però açò és només un dels possibles procediments de la transició. Moltes persones que fan la transició opten per no tenir cirurgia de reassignació sexual o no tenen els mitjans per fer-ho. Mentre que la cirurgia de reassignació sexual és un procediment quirúrgic, la transició és més holística i normalment inclou canvis físics, psicològics, socials i emocionals. Algunes persones transgènere i no binàries tenen poc o cap desig de sotmetre's a una cirurgia per canviar el seu cos, però transitaran d'altres formes.

## Aspectes

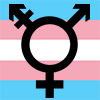
Simbol i bandera transgènere

La transició és un procés complicat que implica alguns o tots els aspectes de gènere de la vida d'una persona, que inclouen estètica, rols socials, estatus jurídic i aspectes biològics del cos. Les persones poden triar elements en funció de la seva pròpia identitat de gènere, imatge corporal, personalitat, finances i, de vegades, les actituds dels altres. Sovint s’utilitza un grau d'experimentació per saber quins canvis s’adapten millor a ells. La transició també varia entre cultures i subcultures segons les diferències en la visió de gènere de les societats.

### Aspectes socials, psicològics i estètics
El procés social de transició comença amb la eixida de l'armari, és a dir, informar a altres persones que s’identifica com a transgènere. A partir d'ací, la persona transgènere pot adoptar un nom nou i pot demanar a d'altres que es refereixin a ells mitjançant un conjunt de pronoms diferents dels anteriors; un home trans demanaria que se'l mencionés com a ell més que no pas ella, o bé que una persona de no binària podria demanar que es referiren a ella amb pronoms neutres. Les relacions personals solen adoptar diferents dinàmiques d'acord amb el gènere; el que abans era una relació amb el gènere oposat ara és del mateix gènere i viceversa. Els rols de gènere i les expectatives socials sovint canvien a mesura que avança la transició. L'estètica i la moda també són una consideració habitual per a la transició. Les persones en transició sovint alteren els tipus de roba i accessoris que porten, canvien el cabell i adopten noves tècniques de preparació o maquillatge peralterar el seu aspecte.

### Aspectes legals
Les persones transgènere de moltes parts del món poden canviar legalment el seu nom de naixement per un altre coherent amb la seva identitat de gènere. Algunes regions també permeten canviar el marcador de sexe legal en documents legals. Els requisits exactes varien d'una regió a una altra; alguns requereixen cirurgia de reassignació sexual, mentre que molts no. A més, alguns estats que requereixen una cirurgia de reassignació sexual només acceptaran una cirurgia de reconstrucció genital, com una forma vàlida de cirurgia de reassignació sexual, mentre que altres estats permeten altres formes de cirurgia de gènere per qualificar els individus per canviar informació sobre els seus certificats de naixement. A Espanya, cal una justificació médica per efectuar el canvi de nom, tot i que des del 2018 existeix la posibilitat de fer-ho sense complir aquest requisit. Al País Valencià, Catalunya i Illes Balears, es garanteix el tractament administratiu en el nom triat encara que no s'haja efectuat un canvi de nom legal.

### Teràpia de reassignació de sexe
Habitualment les persones trangènere duen a terme una teràpia de reassignació de sexe com a part de la transició. Aquests procediments generalment comporten una teràpia de substitució hormonal i una operació de reassignament sexual. No obstant, un nombre significatiu de persones transgènere decideixen no dur a terme cap dels procediments esmentats o només procedir a la teràpia hormonal. A Espanya, aquest tractament està finançat per la Seguretat Social en algunes comunitats, entre les quals estan Catalunya i el País Valencià.
A més de la cirurgia genital, també existeixen altres cirurgies per adaptarse a un gènere determinat, les quals varien en la seva cobertura pública segons la comunitat autònoma.